# Браун, Реймонд Армар
Реймонд Армар «Игнациус» Браун, англ. Raymond Armar "Ignatius" Brown, (род. январь 1939, близ Хоршем, Западный Суссекс, Англия) — британский лингвист, классический филолог, наиболее известный исследованием проблемы догреческого субстрата.

## Биография
В 1951—1958 гг. обучался в Грамматическом колледже Кольерс (Colliers Grammar School), где изучал классические и иностранные языки.
В 1958 г. поступил в Саутгемптонский университет на отделение классических языков (латынь и древнегреческий). По окончании год преподавал эти языки в католической школе-интернате. В 1963 г. женился.
В 1968 г. переехал в Ньюпорт (Уэльс), где возглавлял отдел классических языков в школе (en:comprehensive school).
В 1980 г. преподавание классических языков в школе было прекращено, но поскольку к тому времени его жена получила должность в другой школе города, а он сам — в соседнем городке Кумбран (Cwmbran), они отказались от планов переезда.
С 1975 г. начал готовить магистерскую диссертацию при Бирмингемском университете по проблеме догреческого субстрата. В 1982 г. она была защищена, а в 1985 г. опубликована в Нидерландах отдельной книгой.
Начиная с 1980-х гг. специализируется в программировании и информатике.

## Исследования
Взгляды Брауна в значительной мере являются критическим развитием более ранних работ таких исследователей, как А. Хойбек, Ф. Койпер, Й. Хубшмид, Э. Фюрне, Р. Беекес (последний, в свою очередь, активно поддержал и развил идеи Брауна). Критическому анализу Браун подверг идеи В. Георгиева, популярные в то время на постсоветском пространстве.

## Избранные работы
- Brown R.A., 1984, Pre-Greek Speech on Crete, Amsterdam: Adolf M. Hakkert. ISBN 90 256 0876 0.